# Parametr położenia
Parametr położenia – parametr rozkładów prawdopodobieństwa, którego zmiana powoduje przesunięcie dystrybuanty i funkcji rozkładu prawdopodobieństwa danego rozkładu bez zmiany ich kształtu.

## Definicja formalna
Jeśli w rodzinie rozkładów prawdopodobieństwa dystrybuanta parametryzowana jest przez liczbę rzeczywistą lub wektor {\displaystyle \mu } (obok ewentualnych innych parametrów), i zachodzi:
{\displaystyle F_{\mu ,p_{1},\dots ,p_{n}}(x)=F_{0,p_{1},\dots ,p_{n}}(x-\mu )}
gdzie:
- {\displaystyle F_{\mu ,p_{1},\dots ,p_{n}}} jest dystrybuantą parametryzowaną przez {\displaystyle \mu ,p_{1},\dots ,p_{n},}
- {\displaystyle x} jest liczbą rzeczywistą lub wektorem

to {\displaystyle \mu } jest nazywane parametrem położenia.